# Adam Goldberg
Adam Charles Goldberg, född 25 oktober 1970 i Santa Monica, Kalifornien, är en amerikansk skådespelare, regissör och filmproducent.

## Biografi
Efter att ha sett en skoluppsättning av en Shakespeare-pjäs väcktes Goldbergs intresse för skådespeleri, och han var med i olika skådespelarklasser från tidig tonår och under sina år på college deltog han i flera skolproduktioner. 
Hans första roll i en större film var i Billy Crystal-filmen Mr. Saturday Night 1992 och hans genombrott kom som den hårde, judiske infanterisoldaten Mellish i Steven Spielberg-filmen Rädda menige Ryan 1998. Han har framförallt spelat i framträdande biroller både i TV-serier och på film. Han har bland annat varit med i Vänner (som tillfällig psykotisk rumskamrat till Chandler istället för Joey) och senare i spinoffserien Joey (nu som barndomskamrat och svåger in spe till huvudpersonen Joey). Han har också släppt några rock och jazzskivor.

## Filmografi
- 1992 – Mr. Saturday Night i rollen som Eugene Gimbel
- 1993 – En svärson på halsen i rollen som Indian
- 1993 – Dazed and Confused i rollen som Mike Newhouse
- 1995 – Livets hårda skola i rollen som David Isaacs
- 1995 – Double Rush (TV-serie) i rollen som Leo
- 1995 – God's Army i rollen som Jerry
- 1996 – Den otroliga vandringen 2 - På rymmen i San Francisco i rollen som Pete (röst)
- 1996 – Vänner (TV-serie) i rollen som Eddie Menuek
- 1996 – Mannen i mitt liv (TV-serie) i rollen som Doug Kroll
- 1996 – Slaget om Tellus, avsnitt Pearly (TV-serie) i gästrollen som sergeant Louie Fox
- 1998 – Scotch and Milk i rollen som Jim
- 1998 – Some Girl i rollen som Freud
- 1998 – Rädda menige Ryan i rollen som menige Stanley Mellish
- 1998 – Babe – en gris kommer till stan i rollen som Flealick (röst)
- 1999 – EDtv i rollen som John
- 2000 – Sunset Strip i rollen som Marty Shapiro
- 2001 – Waking Life i rollen som One of Four Men (röst)
- 2001 – All Over the Guy i rollen som Brett Miles Sanford
- 2001 – Fast Sofa i rollen som Jack Weis
- 2001 – According to Spencer i rollen som Feldy
- 2001 – A Beautiful Mind i rollen som Sol
- 2002 – Salton Sea i rollen som Kujo
- 2003 – I Love Your Work (regissör)
- 2003 – The Hebrew Hammer i rollen som Mordechai Jefferson Carver
- 2003 – Hur man blir av med en kille på 10 dagar i rollen som Tony
- 2004 – Frankenstein i rollen som detektiv Michael Sloane
- 2005 – The Fearless Freaks som sig själv
- 2005–2006 – Joey (TV-serie) i rollen som James "Jimmy" Costa
- 2006 – My Name Is Earl, avsnitt Something to Live For (TV-serie) i gästrollen som Philo
- 2006 – Man About Town i rollen som Phil Balow
- 2006 – Stay Alive i rollen som Miller Banks
- 2006 – Värsta familjen (ej namngiven)
- 2006 – Déjà vu i rollen som Dr. Alexander Denny
- 2007 – 2 dagar i Paris i rollen som Jack
- 2007 – Zodiac i rollen som Duffy Jennings
- 2007 – Medium, avsnitt Joe Day Afternoon (TV-serie) i gästrollen som Bruce Rossiter
- 2007 – Kitty och Hollywoodmysteriet i rollen som arrogant regissör
- 2007 – Entourage (TV-serie) i rollen som Nick Rubenstein
- 2008 – From Within i rollen som Roy
- 2008 – Christmas on Mars i rollen som psykolog på Mars
- 2009 – The Unusuals (TV-serie) i rollen som inspektör Delahoy
- 2009 – A New York Love Affair i rollen som Adrian
- 2014 – Fargo (TV-serie)